# Yukon, Pennsylvania
Yukon är en ort i Westmoreland County, Pennsylvania, USA.